# Phyllodactylus maresi
Phyllodactylus maresi — вид геконоподібних ящірок родини Phyllodactylidae. Ендемік Галапагоських островів.

## Опис
Довжина самців гекона становить 7,6 см, самиць 9,1 см.

## Поширення і екологія
Вид поширений на островах Бартоломе, Марчена, Сантьяґо і Рабіда в архіпелазі Галапагоських островів.